# Rubus odoratus
Rubus odoratus — вид квіткових рослин із родини трояндових (Rosaceae).

## Біоморфологічна характеристика
Це кущ 1–2 метри заввишки, неозброєний. Стебла прямовисні, від рідко до помірно волохаті, від помірно до густо залозисті. Листки опадні, прості; прилистки від ланцетних до яйцюватих, 5–15 мм; листові пластини від субокруглих до ниркоподібних, 9–20(30) × (10)15–25(30) см, основа серцеподібна, ± глибоко, (3)5-лопатева, краї від дрібно й неправильно зубчастих до подвійно зазубрених, верхівка від гострої до загостреної, нижня поверхня від рідко до помірно волохатої, від рідко до густо залозистої. Суцвіття кінцеві та пазушні, 4–7(22)-квіткові. Квітконіжки запушені й залозисті. Квітки двостатеві, (несильно) пахучі; пелюстки зазвичай пурпурові, рідше білі, від широко зворотно-яйцеподібних до субокруглих, (12)17–25(30) мм. Плоди (багатокістянки) від блідо до темно червоних, напівкулясті, 0.7–1.5 см, складаються з 30–60 кістяночок. 2n = 14. Період цвітіння: травень — липень.

## Ареал
Зростає у північній і східній частині США (Алабама, Коннектикут, Округ Колумбія, Делавер, Джорджія, Іллінойс, Індіана, Кентуккі, Массачусетс, Меріленд, Мен, Мічиган, Північна Кароліна, Нью-Гемпшир, Нью-Джерсі, Нью-Йорк, Огайо, Пенсильванія, Род-Айленд, Теннессі, Вірджинія, Вермонт, штат Вашингтон, Вісконсин, Західна Вірджинія) й південно-східній частині Канади (Нью-Брансвік, Нова Шотландія, Онтаріо, Квебек); інтродукований до Європи (Бельгія, Англія, Чехія, Словаччина, Фінляндія, Франція, Ірландія, Румунія, Німеччина, Хорватія, євр. Росія, Білорусь, Естонія, Литва).
Населяє вологі тінисті ділянки в листопадних лісах, узлісся, скелясті схили, лісисті осипи, береги струмків, узбіччя доріг; на висотах 10–1500 метрів.

## Використання
R. odoratus часто висаджують як ґрунтопокривну декоративну рослину через її великі листки та квіти. Плоди можна використовувати для фарбування (синьо-фіолетового). Плоди їстівні але не смачні. Плоди використовуються в їжу деякими племенами корінного населення Північної Америки (черокі, ірокези) як засіб від кашлю, діареї та родових болів. Екстракт листя коричної малини використовують ірокези проти захворювань нирок. Корені знімають зубний біль.

## Галерея

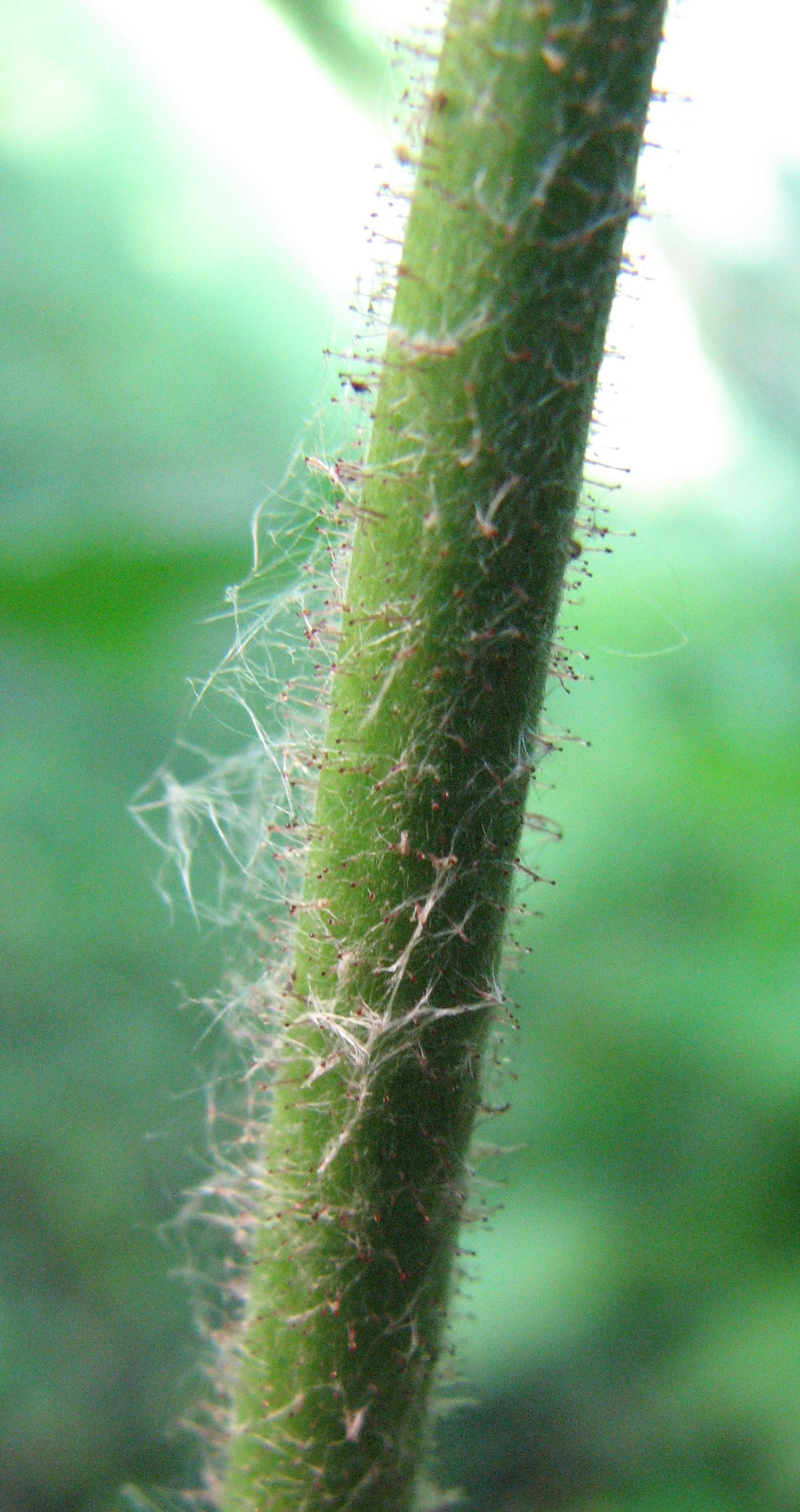
стебло
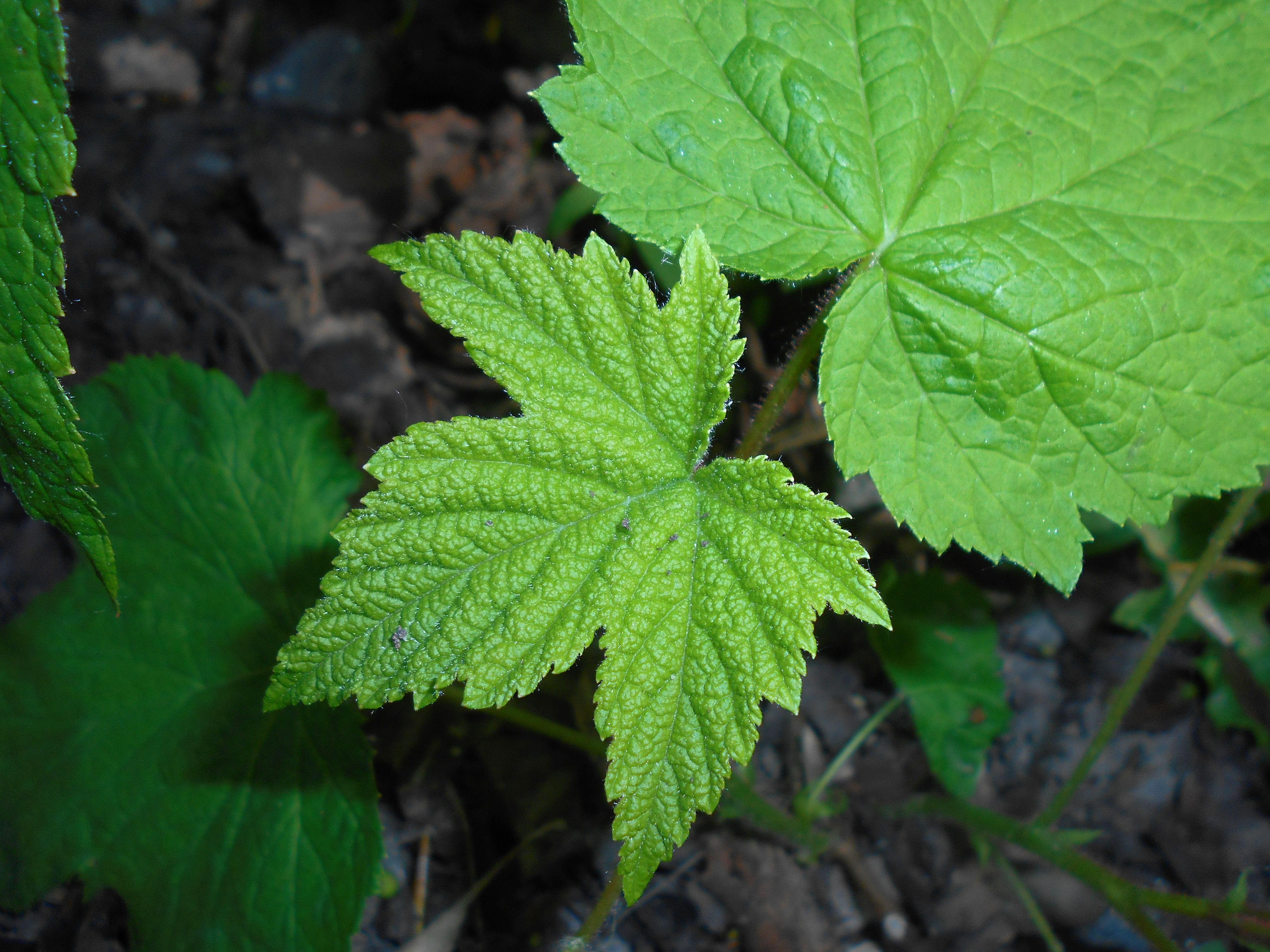
листки
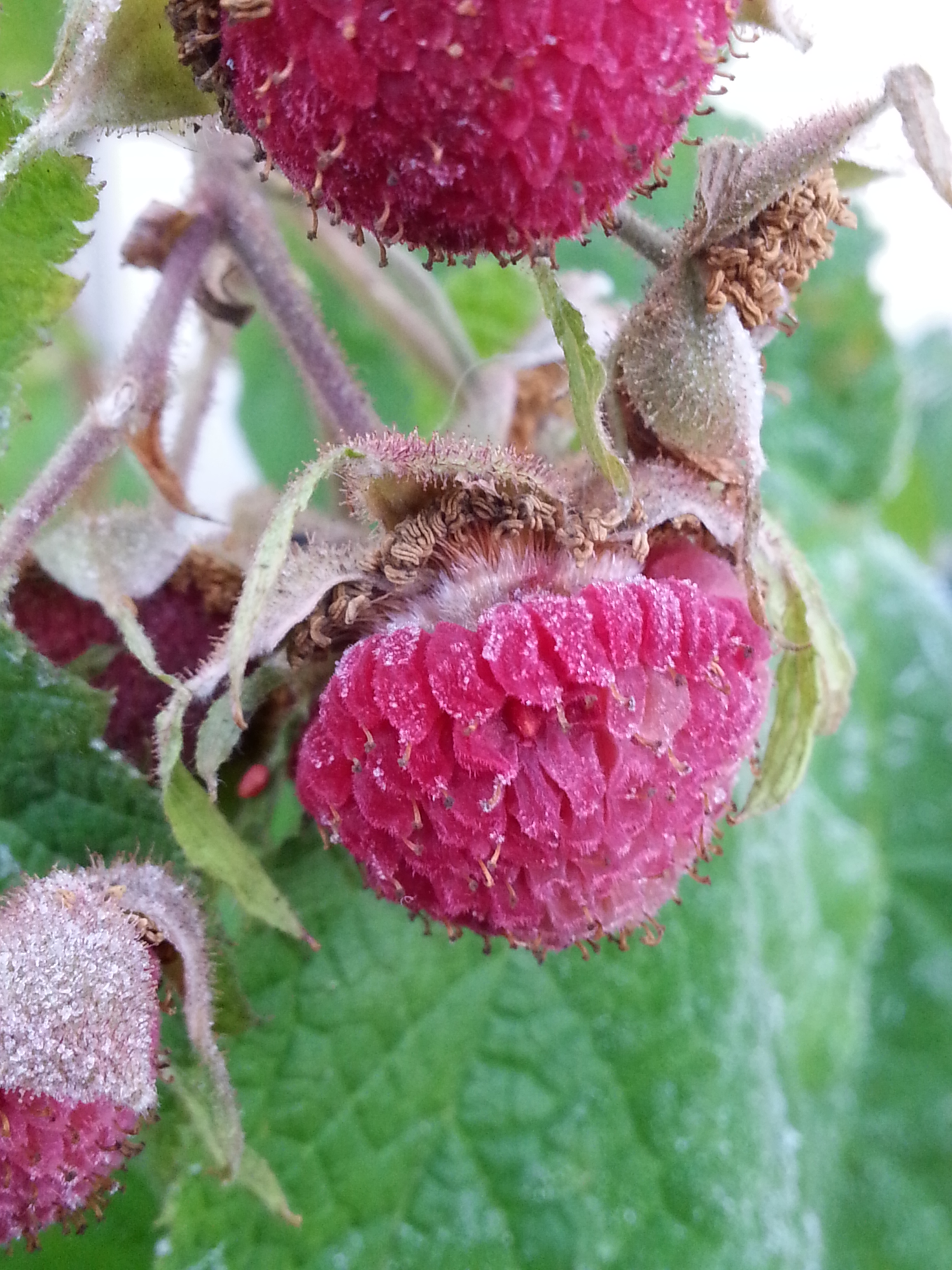
плоди
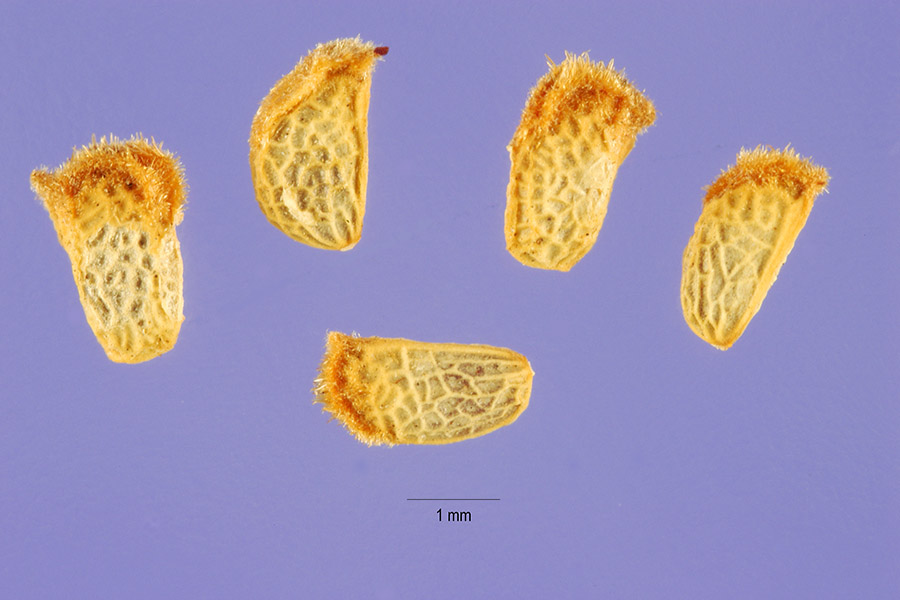
насіння